# Lauren Murphy
Lauren Marie Murphy (Anchorage, 27 de julho de 1983) é uma lutadora estadunidense de artes marciais mistas, que atualmente está lutando na divisão peso-galo feminina do Ultimate Fighting Championship. Ela é a ex-Campeã Peso-Galo do Invicta FC.
Murphy falou sobre o começo nas artes marciais:.. "Eu levei meu filho para uma aula de Jiu Jitsu no final de 2009, e eu levei a classe com ele para incentivá-lo. Nós amamos, eu comecei a ir todo o tempo, após 3 meses passei a treinar MMA, e fiz a minha primeira luta 3 meses depois disso. Eu não tive quaisquer lutas amadoras."
Murphy é atualmente a segunda colocada no ranking do UFC na categoria peso mosca feminino (até 125 lbs).

## Carreira no MMA
Murphy começou sua carreira no MMA no Alasca, em 9 de junho de 2010, lutando na divisão peso pena (145 lbs). Ela ganhou quatro lutas seguidas e conquistou dois títulos peso-pena; um no Alaska Fighting Championship e um na extinta promoção Alaska Cage Fighting.
Depois de se mudar para a Flórida, Murphy entrou em curto prazo para enfrentar Jennifer Scott no peso-galo pelo Legacy Fighting Championship 18, em 1º de março de 2013. Ela derrotou Scott por nocaute técnico no primeiro round.

### Invicta Fighting Championships
Murphy fez sua estréia no Invicta FC, substituindo a antiga adversária de Kaitlin Young no Invicta FC 5, em 5 de Abril de 2013. Ela derrotou Young por decisão unânime.
Em 13 de julho de 2013, Murphy enfrentou Sarah D'Alelio no Invicta FC 6. Ela venceu a luta por decisão unânime.
Murphy enfrentou Miriam Nakamoto para a Campeã Peso Galo inaugural do Invicta FC, no Invicta FC 7, em 7 de dezembro de 2013. Ela ganhou a luta e tornou-se a primeira campeã peso-galo, quando Nakamoto sofreu uma lesão no joelho na quarta rodada.

### Ultimate Fighting Championship
Em 3 de Julho de 2014, anunciou-se que Murphy tinha assinado com o UFC. Ela fez sua estréia contra Sara McMann no UFC Fight Night 47, em 16 de agosto de 2014.  McMann venceu a luta por decisão dividida.
Murphy enfrentou Liz Carmouche em 4 de abril de 2015, no UFC Fight Night: Mendes vs. Lamas. Ela perdeu a luta por decisão unânime.
Murphy enfrentou Kelly Faszholz em 21 de Fevereiro de 2016 no UFC Fight Night: Cowboy vs. Cowboy e venceu por nocaute técnico no terceiro round. O combate recebeu a premiação de "Luta da Noite".

## Campeonatos e realizações
- Campeã peso-pena feminino do Alaska Cage Fighting;
- Campeã peso-pena feminino do Alaska Fighting Championship;
- Campeã peso-galo do Invicta FC;
- Medalhista de ouro no Campeonato Mundial Peso Médio Faixa Azul de BJJ em 2014.
- Ultimate Fighting Championship
  - Luta da Noite (Uma vez)

## Cartel no MMA
| Cartel no MMA   |             |            |
| 20 lutas        | 15 vitórias | 5 derrotas |
| Por nocaute     | 8           | 1          |
| Por finalização | 1           | 0          |
| Por decisão     | 6           | 4          |

| Res.    | Cartel | Oponente             | Método                                   | Evento                                            | Data       | Round | Tempo | Local                      | Notas                                                                              |
| ------- | ------ | -------------------- | ---------------------------------------- | ------------------------------------------------- | ---------- | ----- | ----- | -------------------------- | ---------------------------------------------------------------------------------- |
| Derrota | 15-5   | Valentina Shevchenko | Nocaute Técnico (cotoveladas e socos)    | UFC 266: Volkanovski vs. Ortega                   | 25/09/2021 | 4     | 4:00  | Las Vegas, Nevada          | Pelo Cinturão Peso Mosca Feminino do UFC.                                          |
| Vitória | 15-4   | Joanne Calderwood    | Decisão (dividida)                       | UFC 263: Adesanya vs. Vettori                     | 12/06/2021 | 3     | 5:00  | Glendale, Arizona          |                                                                                    |
| Vitória | 14-4   | Liliya Shakirova     | Finalização (mata leão)                  | UFC 254: Khabib vs. Gaethje                       | 24/10/2020 | 2     | 3:31  | Abu Dhabi                  |                                                                                    |
| Vitória | 13-4   | Roxanne Modafferi    | Decisão (unânime)                        | UFC on ESPN: Blaydes vs. Volkov                   | 20/06/2020 | 3     | 5:00  | Las Vegas, Nevada          |                                                                                    |
| Vitória | 12-4   | Andrea Lee           | Decisão (dividida)                       | UFC 247: Jones vs. Reyes                          | 08/02/2020 | 3     | 5:00  | Houston, Texas             |                                                                                    |
| Vitória | 11-4   | Mara Romero Borella  | Nocaute Técnico (joelhada e cotoveladas) | UFC on ESPN: Covington vs. Lawler                 | 03/08/2019 | 3     | 1:46  | Newark, Nova Jersey        |                                                                                    |
| Derrota | 10-4   | Sijara Eubanks       | Decisão (unânime)                        | UFC Fight Night: Rivera vs. Moraes                | 01/06/2018 | 3     | 5:00  | Utica, Nova Iorque         |                                                                                    |
| Vitória | 10-3   | Barb Honchak         | Decisão (dividida)                       | The Ultimate Fighter: A New World Champion Finale | 01/12/2017 | 3     | 5:00  | Las Vegas, Nevada          | Estreia no Peso Mosca.                                                             |
| Derrota | 9-3    | Katlyn Chookagian    | Decisão (unânime)                        | UFC Fight Night: McDonald vs. Lineker             | 13/07/2016 | 3     | 5:00  | Sioux Falls, Dakota do Sul |                                                                                    |
| Vitória | 9-2    | Kelly Faszholz       | Nocaute Técnico (socos)                  | UFC Fight Night: Cowboy vs. Cowboy                | 21/02/2016 | 3     | 4:55  | Pittsburgh, Pennsylvania   | Luta da Noite                                                                      |
| Derrota | 8-2    | Liz Carmouche        | Decisão (unânime)                        | UFC Fight Night: Mendes vs. Lamas                 | 04/04/2015 | 3     | 5:00  | Fairfax, Virginia          |                                                                                    |
| Derrota | 8-1    | Sara McMann          | Decisão (dividida)                       | UFC Fight Night: Bader vs. St. Preux              | 16/08/2014 | 3     | 5:00  | Bangor, Maine              | Estreia no UFC.                                                                    |
| Vitória | 8-0    | Miriam Nakamoto      | Nocaute Técnico (lesão no joelho)        | Invicta FC 7: Honchak vs. Smith                   | 07/12/2013 | 4     | 0:23  | Kansas City, Missouri      | Ganhou o Cinturão Peso Galo do Invicta FC; Vagou o cinturão para assinar pelo UFC. |
| Vitória | 7-0    | Sarah D'Alelio       | Decisão (unânime)                        | Invicta FC 6: Coenen vs. Cyborg II                | 13/07/2013 | 3     | 5:00  | Kansas City, Missouri      |                                                                                    |
| Vitória | 6-0    | Kaitlin Young        | Decisão (unânime)                        | Invicta FC 5: Penne vs. Waterson                  | 05/04/2013 | 3     | 5:00  | Kansas City, Missouri      |                                                                                    |
| Vitória | 5-0    | Jennifer Scott       | Nocaute Técnico (cotoveladas)            | Legacy Fighting Championship 18                   | 01/03/2013 | 1     | 4:10  | Houston, Texas             | Estreia no Peso Galo.                                                              |
| Vitória | 4-0    | Julia Griffin        | Nocaute Técnico (socos)                  | Alaska Cage Fighting: Tribute to Veterans         | 28/10/2011 | 2     | 4:26  | Fairbanks, Alaska          | Ganhou o Cinturão Peso Pena Feminino do ACF.                                       |
| Vitória | 3-0    | Willow Bailey        | Nocaute Técnico (desistência)            | Alaska Fighting Championship 79: Champions        | 12/01/2011 | 2     | 3:00  | Anchorage, Alaska          | Ganhou o Cinturão Peso Pena Feminino do AFC.                                       |
| Vitória | 2-0    | Leslie Wright        | Nocaute Técnico (socos)                  | Alaska Fighting Championship 76                   | 13/10/2010 | 2     | 2:25  | Anchorage, Alaska          |                                                                                    |
| Vitória | 1-0    | Kloiah Wayland       | Nocaute Técnico (socos)                  | Alaska Fighting Championship: Mat Su Showdown 2   | 09/06/2010 | 1     | 0:17  | Wasilla, Alaska            |                                                                                    |